# Колесниковка (Шевченковский район)
Колесниковка (укр. Колісниківка) — село, 
Петропольский сельский совет,
Шевченковский район,
Харьковская область.
Код КОАТУУ — 6325785803. Население по переписи 2001 года составляет 126 (57/69 м/ж) человек.

## Географическое положение
Село Колесниковка находится у истоков реки Средняя Балаклейка.
На расстоянии до 1 км расположены сёла Алексеевка и Максимовка.

## История
- 1921 — дата основания.

## Объекты социальной сферы
- Клуб.

## Достопримечательности
- Братская могила советских воинов. Похоронено 145 воинов.

## Известные люди
- Лоза Дмитрий Фёдорович — (1922-2001), Герой Советского Союза, родился 14 апреля 1922 года в селе Колесниковка.